# Tours Volley-Ball 2020-2021
Questa voce raccoglie le informazioni riguardanti il Tours Volley-Ball nelle competizioni ufficiali della stagione 2020-2021.

## Organigramma societario
Area direttiva
- Presidente: Bruno Poilpré
- General manager: Pascal Foussard

Area tecnica
- Allenatore: Hubert Henno
- Allenatore in seconda: Thomas Royer

## Rosa
| N° | Nome               | Ruolo | Data di nascita  | Nazionalità sportiva |
| -- | ------------------ | ----- | ---------------- | -------------------- |
| 1  | Zouheir El Graoui  | S     | 1º luglio 1994   | Marocco              |
| 2  | Gilles Lomba       | S     | 18 agosto 1997   | Francia              |
| 3  | Lucas Lóh          | S     | 18 gennaio 1991  | Brasile              |
| 4  | Mathias Loupias    | C     | 15 agosto 1999   | Francia              |
| 5  | Leandro dos Santos | C     | 13 gennaio 1993  | Brasile              |
| 6  | Aymeric Pelvet     | S     | 24 gennaio 2001  | Francia              |
| 7  | Clément Aya Dioko  | S     | 22 dicembre 2002 | Francia              |
| 8  | Gary Chauvin       | P     | 29 dicembre 1987 | Francia              |
| 9  | Romain Totele      | P     | 24 marzo 2001    | Francia              |
| 10 | Pablo Ventura      | S     | 29 aprile 1998   | Brasile              |
| 11 | Pierre Toledo      | O     | 8 aprile 2000    | Francia              |
| 12 | Thiébault Bruckert | C     | 16 aprile 1991   | Belgio               |
| 13 | Tanguy Lemeur      | L     | 22 maggio 2001   | Francia              |
| 14 | Nathan Wounembaina | S     | 22 novembre 1984 | Camerun              |
| 15 | Pétrus de Oliveira | C     | 5 maggio 1987    | Brasile              |
| 16 | Nicolas Rossard    | L     | 23 maggio 1990   | Francia              |
| 17 | Željko Ćorić       | P     | 24 agosto 1988   | Bosnia ed Erzegovina |
| 18 | Thomas Furic       | C     | 4 gennaio 2002   | Francia              |
| 19 | Artur Udrys        | O     | 18 ottobre 1990  | Bielorussia          |
| 20 | Luke Perry         | L     | 20 novembre 1995 | Australia            |